# Club Deportivo Urci Almería
El Club Deportivo Urci Almería es un club de balonmano de la ciudad de Almería que actualmente juega en la División de Honor Plata española femenina y en la segunda estatal masculina.
Por efectos de patrocinio se le conoce en el 2022 por Costa de Almería deslumbrante a su equipo femenino e Vialtrans Urci Almería a su equipo masculino.

## Organización
Se divide en dos grandes campos organizativos: las escuelas deportivas municipales, dirigido a alumnos desde educación infantil a la secundaria obligatoria, patrocinados por la Fundación Cajamar y el Patronato Municipal de Deportes del Ayuntamiento de Almería, que compiten en competiciones locales; por otra parte están los equipos de juvenil a seniors, que compiten en el deporte federado español. Además tienen equipos que participan en las competiciones de balonmano playa.